# Війна міст
«Війна міст» — низка повітряних, ракетних та артилерійських ударів по населених пунктах обох сторін протягом Ірано-іракської війни.
На початку, Ірак намагався уразити різноманітні підприємства та об'єкти інфраструктури, розташовані серед або поблизу іранських населених пунктів не надто високоточними балістичними ракетами Р-17 комплексу «Ельбрус». Але з часом метою ударів дедалі частіше ставало суто цивільне населення. Окрім ракет удари завдавала артилерія та авіація.
Попри те, що населені пункти зазнавали обстрілів майже безперервно від початку й до кінця війни, зазвичай розрізняють п'ять окремих хвиль, або п'ять так званих «воєн міст»:
1. 7 — 22 лютого 1984 року
2. 22 березня — 8 квітня 1984 року
3. 17 — 25 січня 1987 року
4. лютий — квітень 1987 року
5. 29 лютого — 30 квітня 1988 року.

## Перебіг подій

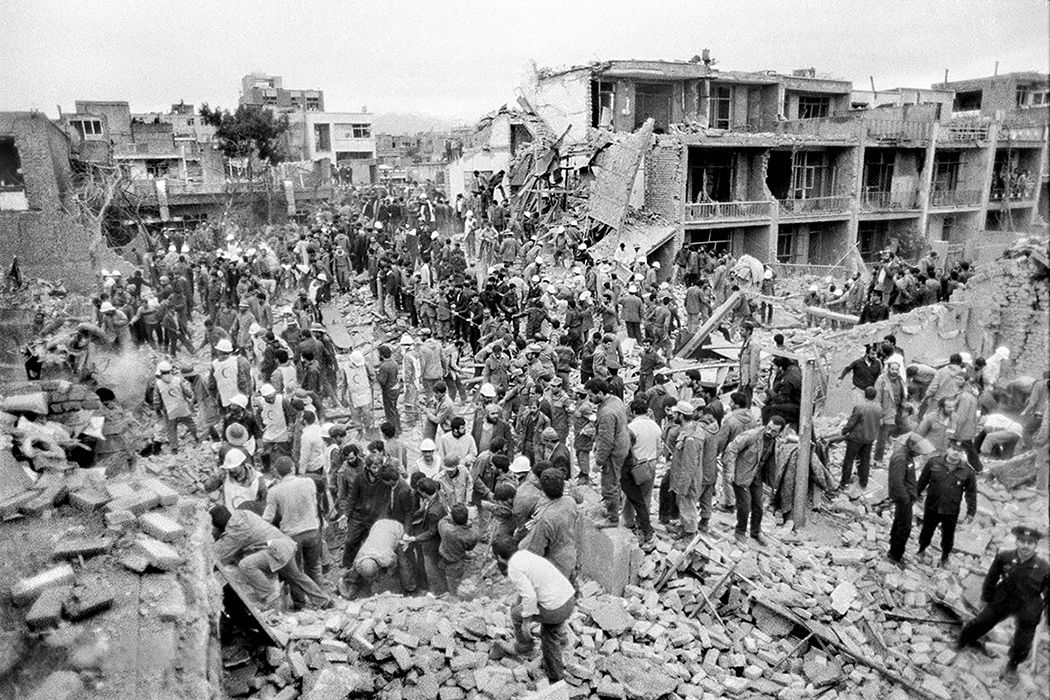
Ліквідація наслідків удару по Тегерану, 17 квітня 1988 року

Коли наприкінці 1983 року на фронті склалась патова ситуація Іракське керівництво вирішило вдатись до ракетних ударів по іранських населених пунктах, аби примусити іранців вимагати від власного уряду піти на переговори з Іраком.
Після того, як 1 лютого 1984 року Ірак публічно повідомив про намір завдати удару по 11 населених пунктах Ірану, що знаходились неподалік кордону. Мешканцям цих міст було відведено кілька днів на евакуацію. Натомість, Іран попередив, що завдасть артилерійських ударів по іракських населених пунктах в зоні досяжності.
Нарешті, 12 лютого 1984 року за наказом Саддама Хусейна Ірак здійснив залп ракет Р-17 по місту Дезфул. Внаслідок удару загинуло 40 та було поранено близько 200 мешканців міста (за іншими даними — 36 загиблих і 140 поранених). Іран у відповідь обстріляв міста Басра, аль-Фав, аль-Круна, Мандалі та Ханакін. Ірак відповів ракетними ударами по містах Абадан, Ахваз, Сусангерд, Андімешк, Ілам та Керманшах. 15 лютого 1984 року іранські F-4 Phantom II завдали удару по Багдаду.
Так почалась «перша війна міст».